# Dale, Fjalers kommun
Dale är en tätort i Fjalers kommun i Vestland fylke i västra Norge. Orten ligger vid fylkesväg 57, på södra sidan av Dalsfjorden. Den utgör kommunens centralort såväl som största tätort.